# هنري ليند
هنري ليند (بالإنجليزية: Henry Linde)‏ هو محامي وسياسي أمريكي، ولد في 31 ديسمبر 1879، وتوفي في 1917. حزبياً، نشط في الحزب الجمهوري. وقد انتخب عضو مجلس ولاية داكوتا الشمالية وانتخب عضو مجلس نواب داكوتا الشمالية.